# فینال‌های ان‌بی‌ای ۱۹۶۲
سری فینال‌های قهرمانی جهان ان‌بی‌ای ۱۹۶۲ مرحلهٔ قهرمانی بازی‌های حذفی ان‌بی‌ای در سال ۱۹۶۲ می‌باشد که با پایان آن، مسابقات فصل ۶۲–۱۹۶۱ ان‌بی‌ای نیز به پایان رسید. در این رقابت لس آنجلس لیکرز، قهرمان بخش غرب و بوستون سلتیکس، قهرمان بخش شرق در یک سری بهترین از هفت (۴ برد از ۷ بازی) به مصاف هم رفتند. این ششمین حضور پیاپی سلتیکس در دور پایانی بود و آن‌ها در وقت اضافهٔ بازی ۷، با نتیجهٔ ۱۱۰–۱۰۷ رقیب خود را شکست دادند و عنوان قهرمانی ان‌بی‌ای در فصل ۶۲–۱۹۶۱ را کسب کردند. در تاریخ ان‌بی‌ای این دومین و آخرین باری بود که بازی هفتم سری فینال‌ها به وقت اضافه کشیده شد و نتیجهٔ سری در آن مشخص شد. پیشتر در فینال‌های ۱۹۵۷ نتیجهٔ بازی شمارهٔ ۷ فینال در وقت اضافه مشخص شد.

## خلاصه سری
| بازی   | تاریخ               | تیم میزبان     | نتیجه                     | تیم مهمان      |
| ------ | ------------------- | -------------- | ------------------------- | -------------- |
| بازی ۱ | ۷ آوریل (شنبه)      | بوستون سلتیکس  | ۱۲۲–۱۰۸ (۱–۰)             | لس آنجلس لیکرز |
| بازی ۲ | ۸ آوریل (یکشنبه)    | بوستون سلتیکس  | ۱۲۲–۱۲۹ (۱–۱)             | لس آنجلس لیکرز |
| بازی ۳ | ۱۰ آوریل (سه‌شنبه)   | لس آنجلس لیکرز | ۱۱۷–۱۱۵ (۲–۱)             | بوستون سلتیکس  |
| بازی ۴ | ۱۱ آوریل (چهارشنبه) | لس آنجلس لیکرز | ۱۰۳–۱۱۵ (۲–۲)             | بوستون سلتیکس  |
| بازی ۵ | ۱۴ آوریل (شنبه)     | بوستون سلتیکس  | ۱۲۱–۱۲۶ (۲–۳)             | لس آنجلس لیکرز |
| بازی ۶ | ۱۶ آوریل (دوشنبه)   | لس آنجلس لیکرز | ۱۰۵–۱۱۹ (۳–۳)             | بوستون سلتیکس  |
| بازی ۷ | ۱۸ آوریل (چهارشنبه) | بوستون سلتیکس  | ۱۱۰–۱۰۷ (وقت اضافه) (۴–۳) | لس آنجلس لیکرز |

سلتیکس برندهٔ سری ۴–۳
|                | بازی ۱ | بازی ۲ | بازی ۳ | بازی ۴ | بازی ۵ | بازی ۶ | بازی ۷ | امتیاز پایانی |
| بوستون سلتیکس  | ۱۲۲    | ۱۲۲    | ۱۱۵    | ۱۱۵    | ۱۲۱    | ۱۱۹    | ۱۱۰    | ۴             |
| لس آنجلس لیکرز | ۱۰۸    | ۱۲۹    | ۱۱۷    | ۱۰۳    | ۱۲۶    | ۱۰۵    | ۱۰۷    | ۳             |

امتیاز رنگی، امتیاز تیم میزبان و امتیاز برجسته، امتیاز تیم برنده است.

### بازی ۱
| ۷ |

| Rapport |

| لس آنجلس لیکرز ۱۰۸, بوستون سلتیکس ۱۲۲ |  |                      |
| امتیاز: الگین بیلور ۳۵                |  | امتیاز: Sam Jones ۲۴ |
| سلتیکس پیشتاز سری ۱ بر ۰              |  |                      |

### بازی ۲
| ۸ |

| Rapport |

| لس آنجلس لیکرز ۱۲۹, بوستون سلتیکس ۱۲۲ |  |                         |
| امتیاز: جری وست ۴۰                    |  | امتیاز: Tom Heinsohn ۲۶ |
| سری برابر ۱ بر ۱                      |  |                         |

در این مسابقه اختلاف امتیاز دو تیم در پرتاب‌های آزاد ایجاد شد، جایی که ۳۷ پرتاب آزاد از ۴۲ پرتاب برای لیکرز (از جمله ۱۴ پرتاب از ۱۵ پرتاب جری وست) وارد سبد شد و در مقابل ۱۶ پرتاب از ۲۹ اقدام سلتیکس تبدیل به امتیاز شد، در حالی که این تیم پرتاب‌های بیشتری را به امتیاز تبدیل کرده بود، ۵۳ در برابر ۴۶.

### بازی ۳
| ۱۰ |

| Rapport |

| بوستون سلتیکس ۱۱۵, لس آنجلس لیکرز ۱۱۷ |  |                        |
| امتیاز: بیل راسل ۲۶                   |  | امتیاز: الگین بیلور ۳۹ |
| لیکرز پیشتاز سری ۲ بر ۱               |  |                        |

### بازی ۴
| ۱۱ |

| Rapport |

| بوستون سلتیکس ۱۱۵, لس آنجلس لیکرز ۱۰۳ |  |                        |
| امتیاز: بیل راسل ۲۱                   |  | امتیاز: الگین بیلور ۳۸ |
| سری برابر ۲ بر ۲                      |  |                        |

### بازی ۵
| ۱۴ |

| Rapport |

| لس آنجلس لیکرز ۱۲۶, بوستون سلتیکس ۱۲۱ |  |                         |
| امتیاز: الگین بیلور ۶۱                |  | امتیاز: Tom Heinsohn ۳۰ |
| لیکرز پیشتاز سری ۳ بر ۲               |  |                         |

لیکرز با ۶۱ امتیازی که الگین بیلور به‌دست‌آورد (۲۲ پرتاب منطقه‌ای و ۱۷ پرتاب آزاد از ۱۹ پرتاب)، که دومین امتیاز به‌دست آمده در بازی‌های حذفی ان‌بی‌ای توسط یک بازیکن است، به پیروزی رسید. بیشترین امتیازات به ثبت رسیده در یک بازی سری بازی‌های حذفی ان‌بی‌ای توسط مایکل جردن در ۲۰ آوریل ۱۹۸۶ با کسب ۶۳ امتیاز می‌باشد. جردن در دور نخست بازی‌های حذفی ۱۹۸۶ در بازی شیکاگو بولز و بوستون سلتیکس این تعداد امتیاز را کسب کرد.

### بازی ۶
| ۱۶ |

| Rapport |

| بوستون سلتیکس ۱۱۹, لس آنجلس لیکرز ۱۰۵                     |  |                                                                   |
| امتیاز: بیل راسل ۴۸ ریباند: بیل راسل ۲۴ پاس : بیل راسل ۱۰ |  | امتیاز: جری وست ۴۶ ریباند: الگین بیلور ۱۵ پاس: جری وست، LaRusso ۵ |
| سری برابر ۳ بر ۳                                          |  |                                                                   |

در این بازی بیل راسل با ۴۸ امتیاز، ۲۴ ریباند و ۱۰ پاس گل تریپل دبل کرد.

### بازی ۷
| ۱۸ |

| Rapport |

| لس آنجلس لیکرز ۱۰۷, بوستون سلتیکس ۱۱۰ (وقت اضافه) |  |                     |
| امتیاز: الگین بیلور ۴۱                            |  | امتیاز: بیل راسل ۳۰ |
| سلتیکس برندهٔ سری ۴ بر ۳                           |  |                     |

## رکوردها
در طول بازی‌های این سری، الگین بیلور، فوروارد لیکرز، در بازی شمارهٔ ۵ رکورد ۶۱ امتیاز در یک بازی از سری فینال‌های ان‌بی‌ای را ثبت کرد. بیل راسل سنتر سلتیکس نیز رکوردی دست نخورده و همچنان پابرجا در عملکرد ریباند را به نام خود ثبت کرد. وی ۱۸۹ ریباند در این سری به ثبت رساند که در سری‌های با انجام هفت بازی، یک رکورد به حساب می‌آید و ۴۰ ریباند در بازی شمارهٔ ۷ انجام داد که با رکورد پیشین خودش در یک بازی سری فینال‌های ان‌بی‌ای برابری می‌کرد.